# Musei di Venezia

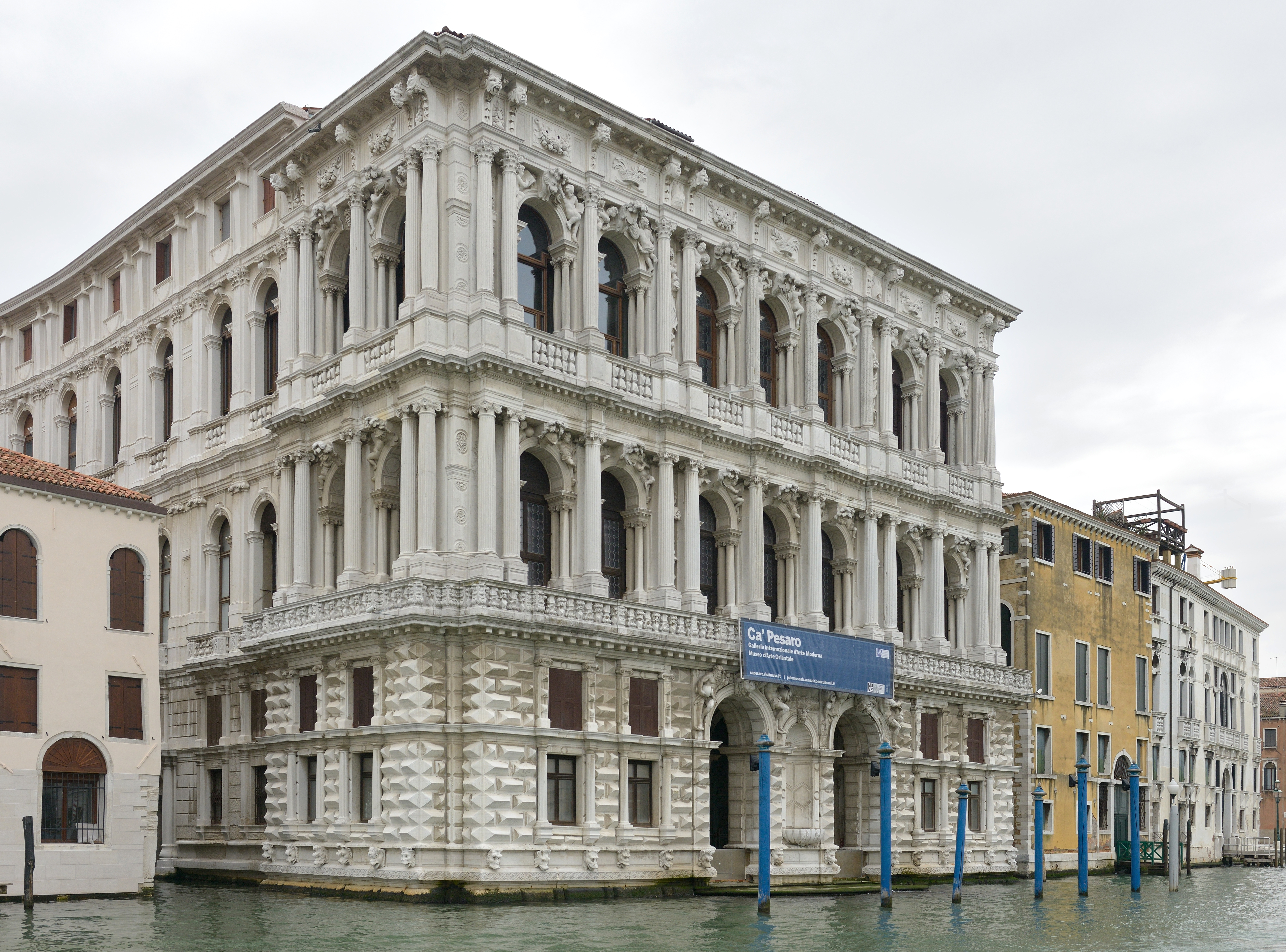
Ca' Pesaro ospita la Galleria internazionale d'arte moderna (Venezia)

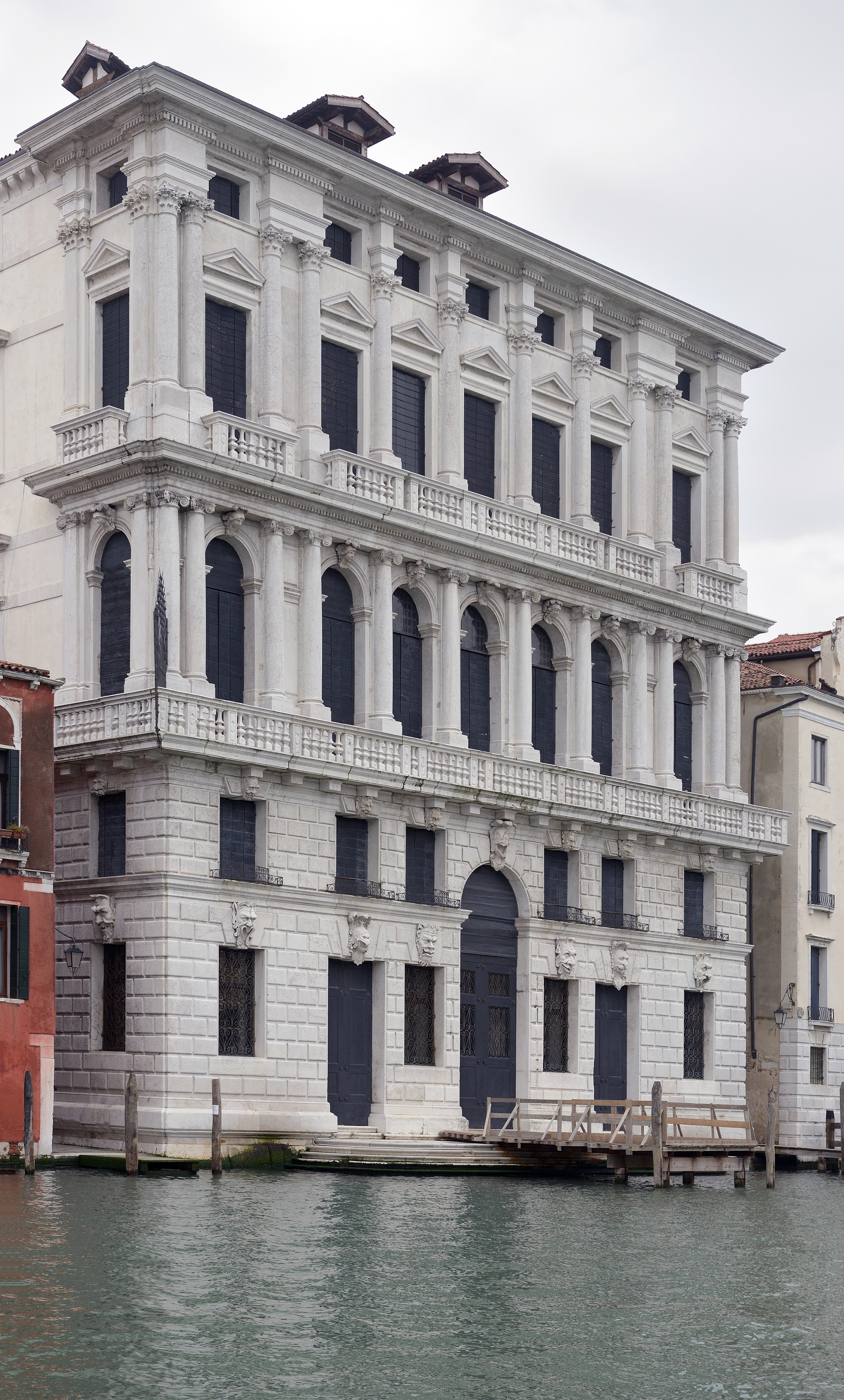
Ca' Corner della Regina, sede veneziana della Fondazione Prada.

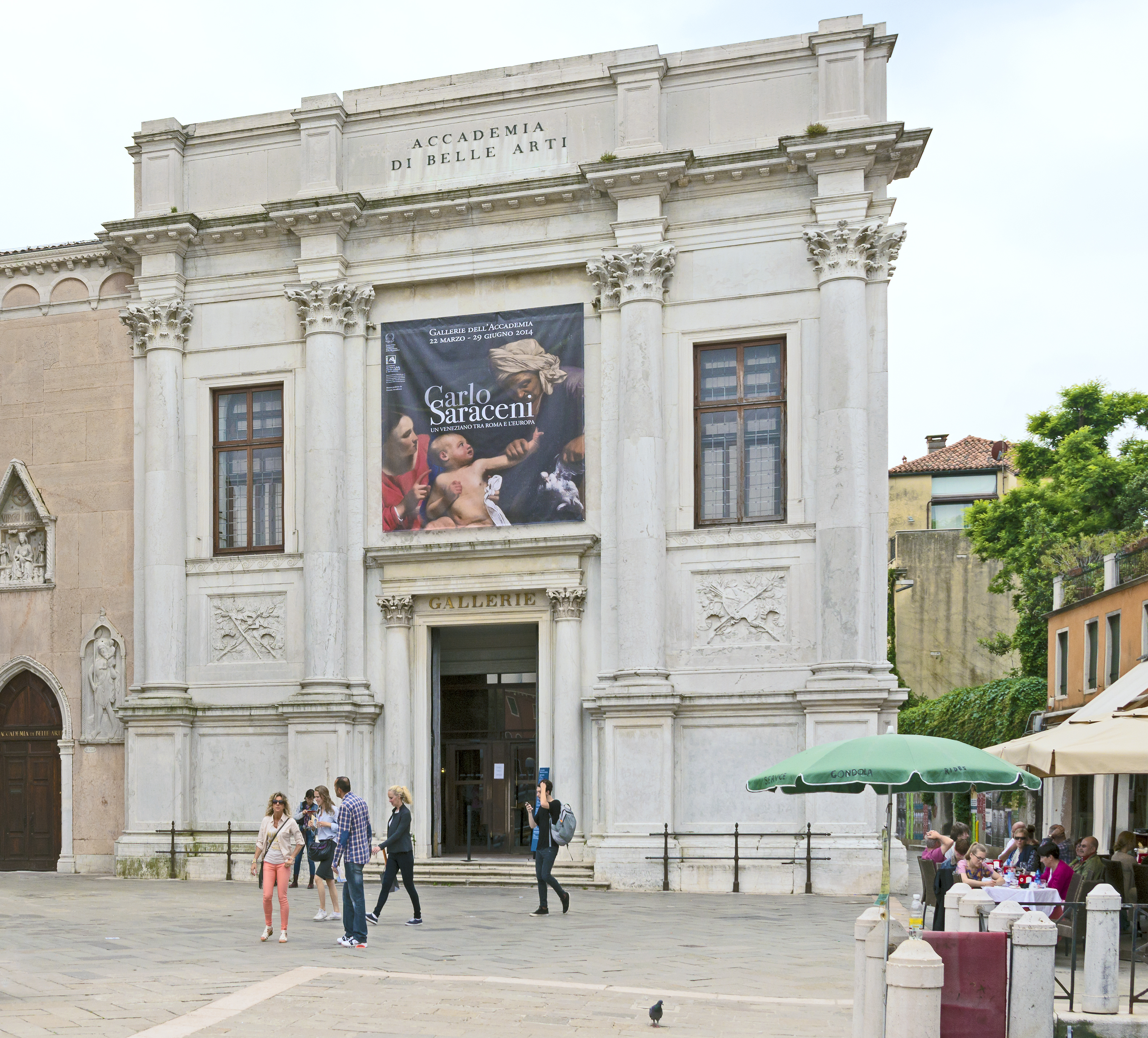
Gallerie dell'Accademia

Lista dei musei di Venezia.
| Museo                                          | Tipologia                             | Indirizzo                                                              | Sito internet |
| ---------------------------------------------- | ------------------------------------- | ---------------------------------------------------------------------- | --- |
| Gallerie dell'Accademia                        | Nazionale                             | Dorsoduro 1050, Accademia                                              | gallerieaccademia.it. |
| Galleria G. Franchetti alla Ca' d'Oro          | Nazionale                             | Cannaregio 3932 (Calle Ca' d'Oro)                                      | polomusealeveneto.beniculturali.it. URL consultato il 1º febbraio 2019 (archiviato dall'url originale il 2 febbraio 2019). |
| Museo d'arte orientale                         | Nazionale                             | Sestiere Santa Croce 2076 (Fondamenta de Ca' Pesaro)                   | polomuseale.venezia.beniculturali.it. URL consultato il 23 luglio 2019 (archiviato dall'url originale il 6 dicembre 2017). |
| Museo archeologico nazionale                   | Nazionale                             | San Marco 17/52 (Piazza San Marco)                                     | ArcheoVeneto.it. |
| Museo di Palazzo Grimani                       | Nazionale                             | Castello 4858 (Ramo Grimani)                                           | palazzogrimani.org. |
| Biblioteca nazionale Marciana                  | Nazionale (Archivio di Stato)         | Piazzetta San Marco, 7                                                 | marciana.venezia.sbn.it.                                                                                                   |
| Palazzo Ducale                                 | Civico                                | San Marco, 1; piazzetta San Marco                                      | palazzoducale.visitmuve.it.                                                                                                |
| Museo Correr                                   | Arte                                  | Piazza San Marco, 52                                                   | correr.visitmuve.it. |
| Torre dell'orologio                            | Edificio rinascimentale               | Piazza San Marco                                                       | torreorologio.visitmuve.it.                                                                                                |
| Galleria d'arte moderna (Venezia)              | Internazionale/Arte                   | Sestiere Santa Croce 2076, Palazzo Ca' Pesaro a San Stae               | capesaro.visitmuve.it. |
| Museo del Settecento veneziano                 | Arte                                  | Dorsoduro, 3136, 30123 Venezia VE                                      | carezzonico.visitmuve.it.                                                                                                  |
| Museo di Palazzo Mocenigo                      | Edificio storico seicentesco          | Salizada di San Stae                                                   | mocenigo.visitmuve.it. |
| Museo del vetro di Murano                      | Storia                                | Fondamenta Giustinian 8, 30121                                         | glassinvenice.it. |
| Museo del Merletto di Burano                   | Storia                                | Piazza Baldassarre Galuppi, 187, 30142 Burano, Venezia VE              | museiciviciveneziani.it.                                                                                                   |
| Palazzo Fortuny                                | Edificio gotico                       | San Marco, 3958, 30124 Venezia VE                                      | fortuny.visitmuve.it. |
| Casa di Carlo Goldoni (Palazzo Centani)        | Biblioteca                            | Calle del Scaleter, 2794, 30125 Venezia VE                             | carlogoldoni.visitmuve.it.                                                                                                 |
| Museo di storia naturale                       | Civico/Storia                         | Salizada del Fontego dei Turchi, 1730, 30135 Santa Croce, Venezia VE   | comune.venezia.it. |
| Museo storico navale                           | Locale/Storia                         | Riva S. Biasio, 2148, 30122 Venezia VE                                 | marina.difesa.it. |
| Museo Guggenheim                               | Internazionale/Arte                   | Palazzo Venier dei Leoni, Dorsoduro 701-703, 310123 Venezia            | guggenheim-venice.it. |
| Palazzo Grassi                                 | Internazionale/Arte                   | Campo San Samuele, 3231, 30124 Venezia VE                              | palazzograssi.it. |
| Dogana da Mar-Palla d'Oro                      | Complesso di edifici seicentesco      | Dorsoduro, 2, 30123 Venezia VE                                         | |
| Ca' Corner della Regina (Fondazione Prada)     | Edificio neoclassico privato          | Calle de Ca’ Corner, 30135 Santa Croce, Venezia VE                     | venezia.jc-r.net. |
| Fondazione Querini Stampalia                   | Internazionale/Arte, Biblioteca       | Santa Maria Formosa, Castello 5252, 30122 Venezia                      | querinistampalia.org. |
| Pinacoteca e museo di San Lazzaro degli Armeni | Internazionale/Monastero              | Laguna di Venezia                                                      | Pinacoteca e museo dell’isola di San Lazzaro degli Armeni, su beniculturali.it.                                            |
| Palazzo Loredan Cini                           | Nazionale/Arte                        | sestiere di Dorsoduro, Campo San Vio, 864, 30123 Venezia VE            | museionline.info. URL consultato il 1º febbraio 2019 (archiviato dall'url originale il 19 giugno 2015).                    |
| Museo Ebraico di Venezia                       | Internazionale/Storia, Religione      | Cannaregio 2902/b, 30121 Venezia VE                                    | museoebraico.it. |
| Museo diocesano d'arte sacra Sant'Apollonia    | Arte                                  | Sestiere di Castello, 4312 - Chiostro di Sant'Apollonia; 30122 Venezia | veneziaupt.org. |
| Tesoro di San Marco                            | Internazionale/Arte                   | San Marco 328, Venezia                                                 | basilicasanmarco.it. |
| Chiesa di San Pietro Martire (Murano)          | Arte                                  | Fondamenta dei Vetrai, 30141 Venezia VE                                | conoscerevenezia.it. |
| Scuola Grande di San Rocco                     | Nazionale/Scuola d'arte               | Campo San Rocco 3052, 30125 Venezia VE (San Polo)                      | scuolagrandesanrocco.it.                                                                                                   |
| Scuola Grande di San Giovanni Evangelista      | Nazionale/Scuola d'arte               | San Polo, 2454, 30125 Venezia VE                                       | scuolasangiovanni.it. |
| Scuola Grande dei Carmini                      | Nazionale/Arte                        | Dorsoduro, 2617, 30123 Venezia VE                                      | scuolagrandecarmini.it. |
| Scuola Grande di San Marco                     | Nazionale/Arte                        | Campo Santi Giovanni e Paolo, 6777, 30122 Venezia VE                   | scuolagrandesanmarco.it.                                                                                                   |
| Scuola di San Giorgio degli Schiavoni          | Nazionale/Arte                        | Calle Furlani, 3259a, 30122 Venezia VE                                 | scuoladalmatavenezia.com.                                                                                                  |
| Museo provinciale di Torcello                  | Archeologia, Arte                     | Piazza Torcello, 30175 Venezia VE                                      | sbmp.provincia.venezia.it. URL consultato il 1º febbraio 2019 (archiviato dall'url originale il 14 marzo 2019).            |
| Museo Storico Militare di Forte Marghera       | Nazionale/Archeologia, Militare       | Via Forte Marghera, 30, 30173 Mestre, Venezia VE                       | fondazionefortemarghera.it.                                                                                                |
| Fondazione Bevilacqua La Masa                  | Nazionale/Arte contemporanea          | San Marco, 71C, 30124 Venezia VE                                       | bevilacqualamasa.it. |
| Casa dei Tre Oci                               | Edificio neogotico primo-novecentesca | Fondamenta Zitelle, 43, 30133 Venezia VE                               | bevilacqualamasa.it. |
| Museo M9                                       | Nazionale/Storia contemporanea        | via Giovanni Pascoli, 11, 30171 Mestre VE                              | m9museum.it. |
| Museo del Manicomio                            | Nazionale/Salute                      | Isola di San Servolo                                                   | museomanicomio.servizimetropolitani.ve.it.                                                                                 |